# 恰特卡勒区
恰特卡勒区，另译恰特卡尔区，是吉尔吉斯斯坦西部州份賈拉拉巴德州下辖的一个区。该区治所位于卡内什基亚。面积为4,608平方（1,779平方英里），2009年常住人口为22,490人。